# ایستگاه قطار شهری کارگر
ایستگاه قطار شهری کارگر یکی از ایستگاه‌های خط ۱ متروی اصفهان است که در بلوارهزار جریب تقاطع خیابان کارگر، همنام ایستگاه واقع شده‌است. ایستگاه بعدی در ضلع شمالی ایستگاه دانشگاه و ایستگاه کوی امام در جنوب است. سمت. ایستگاه در کنار پردیس دانشگاه اصفهان واقع شده‌است.